# Byte (revista)
A revista estadunidense Byte, fundada por Wayne Green, foi uma das mais influentes publicações sobre microcomputadores desde a segunda metade da década de 1970 e através dos anos 1980, por conta de sua ampla cobertura editorial. Enquanto muitas revistas da época se dedicaram à plataforma Wintel ou ao Apple Macintosh, principalmente sob o ponto de vista do usuário corporativo, a Byte cobria o desenvolvimento em todo o campo dos "pequenos computadores e software", e algumas vezes incluía reportagens aprofundadas sobre outros campos da computação, tais como supercomputadores e computação de alta confiabilidade.